# شانده سیلوا
شانده سیلوا (انگلیسی: Xande Silva؛ زادهٔ ۱۶ مارس ۱۹۹۷) بازیکن فوتبال اهل پرتغال است.
از باشگاه‌هایی که در آن بازی کرده‌است می‌توان به باشگاه فوتبال وستهام یونایتد، باشگاه فوتبال ویتوریا گیماریش بی، و باشگاه فوتبال ویتوریا گیماریش اشاره کرد.
وی همچنین در تیم‌های ملی فوتبال زیر ۱۵ سال پرتغال، زیر ۱۶ سال پرتغال، زیر ۱۷ سال پرتغال، زیر ۱۸ سال پرتغال، زیر ۱۹ سال پرتغال، و زیر ۲۰ سال پرتغال بازی کرده‌است.

## زندگی شخصی
پدر سیلوا، خواکیم، نیز یک فوتبالیست بود. او همچنین یک مهاجم بود و بیشتر دوران حرفه‌ای خود را در چین و پرتغال گذراند و بازیکن تیم ملی فوتبال آنگولا بود.